# Сен-Пантали-д’Эксидёй
Сен-Пантали́-д’Эксидёй (фр. Saint-Pantaly-d'Excideuil) — коммуна во Франции, находится в регионе Аквитания. Департамент — Дордонь. Входит в состав кантона Иль-Лу-Овезер. Округ коммуны — Перигё.
Код INSEE коммуны — 24476.

## География
Коммуна расположена приблизительно в 410 км к югу от Парижа, в 140 км северо-восточнее Бордо, в 28 км к северо-востоку от Перигё.
По территории коммуны протекает река Лу.

### Климат
Климат умеренный океанический со средним уровнем осадков, которые выпадают преимущественно зимой. Лето здесь долгое и тёплое, однако также довольно влажное, здесь не бывает регулярных периодов летней засухи. Средняя температура января — 5 °C, июля — 18 °C. Изредка вследствие стечения неблагоприятных погодных условий может наблюдаться непродолжительная засуха или случаются поздние заморозки. Климат меняется очень часто, как в течение сезона, так и год от года.

## Население
Население коммуны на 2010 год составляло 156 человек.
| 1962 | 1968 | 1975 | 1982 | 1990 | 1999 | 2010 |
| ---- | ---- | ---- | ---- | ---- | ---- | ---- |
| 208  | 203  | 185  | 155  | 142  | 158  | 156  |

## Администрация
| Период | Период | Фамилия      | Партия       | Примечания |
| ------ | ------ | ------------ | ------------ | ---------- |
| 1995   | 2008   | Шарль Лабрус |              |            |
| 2008   | 2020   | Серж Ревида  | беспартийный | пенсионер  |

## Экономика
В 2010 году среди 93 человек трудоспособного возраста (15-64 лет) 73 были экономически активными, 20 — неактивными (показатель активности — 78,5 %, в 1999 году было 76,5 %). Из 73 активных жителей работали 71 человек (36 мужчин и 35 женщин), безработных было 2 (1 мужчина и 1 женщина). Среди 20 неактивных 8 человек были учениками или студентами, 7 — пенсионерами, 5 были неактивными по другим причинам.

## Фотогалерея
- Сен-Пантали-д’Эксидёй
- Замок Рош
- Река Равиллу